# زیباساز (سرده)
زیباساز، زوفای آبی (نام علمی: Gratiola) نام یک سرده از تیره بارهنگیان است.